# Franz Kaspar Drobe
Franz Kaspar Drobe (ur. 16 lutego 1808 w Menden, zm. 7 marca 1891 w Paderborn) – niemiecki duchowny katolicki, biskup Paderborn w latach 1882–1891.

## Życiorys
Franciszek Kasper Drobe przyszedł na świat w 1808 jako drugi syn Józefa Drobe i Krystyny z domu Shramme w Menden. pochodził z ubogiej i wielodzietnej rodziny (brat i 7 sióstr), w związku z tym od wczesnej młodości musiał sam na siebie zarabiać. Po pierwszym roku nauki w gimnazjum w Menden przeniósł się do szkoły w Arnsbergu. W 1826 r. przez semestr studiował filologię na Uniwersytecie w Bonn. Studiów filologicznych nie ukończył wobec braku funduszy, więc pracował jako korepetytor. Przeniósł się do Münster, gdzie podjął studia teologiczne. 9 sierpnia 1831 otrzyma święcenia kapłańskie w Paderborn.
Następnie pracował jako kapłan w Arnsbergu, a od 1840 r. w Rüthen. W 1854 r. został wybrany do kapituły katedralnej. Kilkanaście lat później awansował obejmując urząd wikariusza generalnego diecezji paderbońskiej (1875 r.). Na tym stanowisku dał się poznać jako arbiter w sporach między rządem pruskim a kościołem rzymskokatolickim, co było nie bez znaczeniu podczas trwania Kulturkampfu, który znajdował się w punkcie szczytowym.
W czasie wakatu na stanowisko ordynariusza kierował diecezją paderbońską do czasu wyboru nowego biskupa, którym został wybrany 25 czerwca 1882, po zawarciu porozumienia między Rzymem a rządem pruskim.
Mimo swojego podeszłego wieku (74 lata) dał się poznać jako sprawny ordynariusz. Wiele uwagi poświęcał sprawom socjalnym swoich diecezjan oraz integracji polskojęzycznych katolików żyjących we wschodniej części diecezji z resztą społeczeństwa.
Zmarł 7 marca 1891 r. w Paderborn, gdzie został pochowany w krypcie biskupiej w katedrze.